# Bliesen

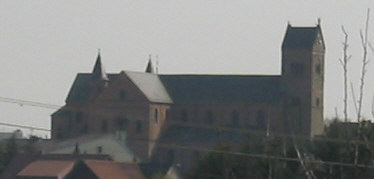
Bliestaldom Bliesen

Bliesen ist ein Stadtteil und Gemeindebezirk der Stadt St. Wendel im gleichnamigen Landkreis im Saarland. Bis Ende 1973 war Bliesen eine eigenständige Gemeinde. Bliesen war ehemals über die Bahnstrecke St. Wendel–Tholey an das Bahnnetz angeschlossen.

## Geographie
Bliesen liegt im Landkreis St. Wendel, im nördlichen Saarland am Oberlauf der Blies etwa 7 Kilometer westnordwestlich des Kernorts von St. Wendel, rund 30 Kilometer nordnordöstlich von Saarbrücken und knapp 9 Kilometer südsüdwestlich des Bostalsees (jeweils Luftlinie).
Der heutige Stadtteil Bliesen setzt sich aus drei historischen Kernsiedlungen zusammen: In Richtung Oberthal gelegen befindet sich der alte Siedlungskern des Dorfes „Elmern“. Um den Kirchberg herum liegt die historische Kernsiedlung „Bliesen“ und nordöstlich davon in der Talniederung der Blies ist der Ortskern des Dorfes „Niederhofen“ auszumachen. Heutige Straßennamen „In Elmern“ und „Niederhofer Straße“ deuten auf die Lage dieser alten Kernsiedlungen.

## Geschichte
Um das Jahr 1588 wird Bliesen in einer Karte als Bless aufgeführt. Der Ort war nach der Eroberung der linksrheinischen Gebiete durch französische Revolutionstruppen bis 1814 dem französischen Kanton Tholey im Département Moselle zugeordnet.
Im Rahmen der saarländischen Gebiets- und Verwaltungsreform wurde die bis dahin eigenständige Gemeinde Bliesen am 1. Januar 1974 der Kreisstadt Sankt Wendel zugeordnet.
Im Jahr 1994 wurde das 1000-jährige Bestehen von Bliesen gefeiert. Die Bevölkerung Bliesens belief sich am 30. Juni 2012 auf 3178 Personen, davon 1665 männlich und 1713 weiblichen Blieser.

## Politik
Der Ortsrat des Gemeindebezirks Bliesen hat elf Mitglieder, Ortsvorsteher ist Wolfgang Theis, CDU.
Die Sitzverteilung nach den letzten Wahlen:
| Wahl | CDU | SPD | Gesamt   |
| 2024 | 9   | 2   | 11 Sitze |
| 2019 | 8   | 3   | 11 Sitze |
| 2014 | 7   | 4   | 11 Sitze |
| 2009 | 9   | 2   | 11 Sitze |
| 2004 | 9   | 2   | 11 Sitze |
| 1999 | 8   | 3   | 11 Sitze |
| 1994 | 7   | 4   | 11 Sitze |

## Wissenswertes
Vom Aussichtspunkt „Auf der Kanzel“ bietet sich ein Panoramablick über das gesamte obere Bliestal. Eine Besonderheit ist die gefasste Quelle „Augenborn“, der heilende Wirkung bei Augenleiden zugeschrieben wird.
In einer Freizeitanlage des Freizeitclub Bliesen 1971 e. V. im Ortskern befindet sich eine moderne Bahnengolfanlage, die bereits Schauplatz zahlreicher, teilweise auch internationaler, Meisterschaften war. Der Sportverein SV Blies Bliesen hat einen Kunstrasenplatz mit Flutlichtanlage sowie überdachte Tribüne. Der Turnverein Bliesen e. V. bietet ein breit gefächertes Angebot von Kinderturnen bis Seniorengymnastik, von Badminton bis Leichtathletik und hat über 1000 Mitglieder. Etwa 60 Vereine gibt es im Dorf.
Im Dorf befindet sich das Restaurant des Sterne-Kochs Alexander Kunz.
Am letzten August-Wochenende feiern die Blieser eine traditionsreich gestaltete Kirmes mit Kirmesjahrgang.

## Öffentliche Gebäude und Einrichtungen
Die im neuromanischen Stil 1903–1904 erbaute Pfarrkirche St. Remigius wird wegen ihrer exponierten Lage im oberen Bliestal, ihrer Größe und optischen Dominanz über das Dorf auch gerne „Bliestaldom“ genannt. Sie steht mitten im alten Ortskern der Kernsiedlung Bliesen und ist das Wahrzeichen des Dorfes. Die Kirche wurde vom damaligen Dechanten Jakob Backes (1897–1929) nach Plänen des Düsseldorfer Architekten Josef Kleesattel erbaut. Auf dem Kirchberg sollen sich früher bereits eine Wehrkirche und ein römischer Signalturm befunden haben. Es heißt, die Grundmauern des heutigen Kirchturmes gehen auf den einstigen Signalturm zurück. Im Dorfzentrum steht auch das katholische Pfarramt mit Bücherei und die Gedenkstätte für die Kriegsopfer.
Am Dorfplatz befindet sich das Dorfgemeinschaftshaus, genannt „Haus Gillen“. Dort sind das Ortsvorsteherbüro, ein Sitzungs- und Veranstaltungssaal, ein Probenraum und verschiedene Vereinsunterkünfte angesiedelt. Direkt nebenan sind die Obstverwertungsanlagen des Obst- und Gartenbauvereins, die Sport- und Kulturhalle (1989) Hallengröße 20 mal 28 Meter, diverse Nebenräume, Bühne, Bestuhlung für etwa 520 Personen, sowie das Feuerwehrhaus (1985) und DRK-Fahrzeughalle aufgebaut.

## Persönlichkeiten (alphabetisch)
- Bernd Franke (* 12. Februar 1948 in Bliesen) ist ein ehemaliger deutscher Torwart, der in der 1. Fußball-Bundesliga bei Eintracht Braunschweig spielte und mit der deutschen Nationalmannschaft an der Fußball-Weltmeisterschaft 1982 in Spanien teilnahm.
- Florian Gillen (* 9. Juni 1982), deutscher Politiker und ehemaliges Mitglied des Saarländischen Landtags
- Johann Recktenwald (* 24. Juni 1882 in Bliesen; † 16. April 1964), NS-Arzt, Direktor der PHP Andernach
- Josef Schuh (* 12. Mai 1930 in Bliesen; † 18. Juli 2023) Unternehmer, Gründungsmitglied des Bundes Katholischer Unternehmer (BKU) in den Diözesen Trier und Speyer, ehemaliges Mitglied des Saarländischen Landtags, Träger des Bundesverdienstkreuzes im Jahr 2000